# Мартынюк, Станислав Михайлович
Станислав Михайлович Мартынюк (род. 7 июня 1941 , село Мервинцы, теперь Могилев-Подольского района Винницкой области) — украинский советский партийный деятель, экономист, строитель. Депутат Верховного Совета УССР 11-го созыва. Член ЦК КПУ в 1986—1990 годах. Кандидат экономических наук (1980), доцент.

## Биография
В 1958—1960 годах — прицепщик в колхозе «Мичуринец» Калиновского района Винницкой области.
В 1960—1963 годах — служба в Советской армии.
Член КПСС с 1963 года.
В 1969 году окончил философский факультет Киевского государственного университета имени Тараса Шевченко, а в 1973 году окончил Киевский институт народного хозяйства имени Коротченко.
В 1964—1971 годах — инструктор, заведующий отделом комсомольских организаций Железнодорожного районного комитета ЛКСМУ города Киева; 1-й секретарь Шевченковского районного комитета ЛКСМУ города Киева; заведующий отделом комсомольских организаций Киевского областного комитета ЛКСМУ; 2-й секретарь Киевского городского комитета ЛКСМУ.
В 1971—1975 годах — 1-й секретарь Киевского городского комитета ЛКСМУ.
В 1975—1977 годах — 1-й секретарь Подольского районного комитета КПУ города Киева.
В 1980 году окончил Академию общественных наук при ЦК КПСС в Москве.
В 1980 — октябре 1981 года — 1-й секретарь Минского районного комитета КПУ города Киева.
В октябре 1981 — январе 1990 года — 2-й секретарь Киевского городского комитета КПУ.
Делегат XXVII съезда КПСС.
В январе 1990—1991 года — инспектор ЦК КПУ.
В 1991—1996 годах — вице-президент Холдинговой компании «Киевгорстрой». С 1996 года — 1-й вице-президент Холдинговой компании «Киевгорстрой».
Член президиума Строительной палаты Украины, генеральный директор ассоциации «Солстрой плюс».

## Награды
- ордена «За заслуги» 3-й ст. (.01.1998), 2-й ст. (. 10.1999), 1-й ст. (. 05.2005)
- орден Трудового Красного Знамени (1982)
- орден «Знак Почета» (1976)
- медали
- заслуженный экономист Украины (.04.1995)